# Yushniy (huyện)
Huyện Yushniy (tiếng Nga: ? райо́н) là một huyện hành chính tự quản (raion), của Moskva, Nga. Huyện có diện tích 132 km², dân số thời điểm ngày 1 tháng 1 năm 2000 là 1272300 người. Trung tâm của huyện đóng ở.